# Port lotniczy Rivera
Port lotniczy Rivera (hiszp. Aeropuerto Internacional de Rivera «Presidente Gral. (PAM) Oscar D. Gestido») – jeden z urugwajskich portów lotniczych. Mieści się w mieście Rivera.